# Atabeg
Den türkischen Titel Atabeg (arabisch أتابك / persisch اتاﺑﮏ Atābak; später auch Atabey; von türkisch ata = „Vater“ und beg bzw. bey = „Herr“, „Führer“), der vor allem vom 11. bis zum 13. Jahrhundert in Gebrauch war, trugen ursprünglich die als Vormünder, Beschützer und Tutoren fungierenden Erzieher minderjähriger Prinzen und Prinzessinnen aus der Seldschukendynastie.
Obwohl nicht ausgeschlossen ist, dass das Amt des Atabegs bereits in früheren türkischen Gesellschaften Mittelasiens existierte, scheint es ursprünglich für die oghusischen Seldschuken typisch gewesen zu sein, die im 11. Jahrhundert weite Teile Vorderasiens eroberten. Die ebenfalls türkischen Qarachaniden beispielsweise kannten es allem Anschein nach nicht. Der erste bekannte Atabeg – der berühmte Wesir Nizam al-Mulk (1018–1092) – hatte den Titel von seinem jungen Herrn Sultan Malik-Schah I. (reg. 1073–1092) erhalten und war in Hinblick auf seine persische Herkunft und sein ziviles Amt eine bemerkenswerte Ausnahme, da in der Folgezeit fast immer nur (ehemalige) türkische Militärsklaven, d. h. Mamluken, zu Atabegs ernannt wurden.
Die Zeit, in der Atabegs mit zunehmender Häufigkeit und auch in Zusammenhang mit anderen Zweigen der seldschukischen Dynastie – wie den Kirman- und Rum-Seldschuken – begegnen, beginnt erst mit dem Tode Malik-Schahs I., dessen Nachfolger nahezu alle in die Obhut von „Ersatzvätern“ gegeben wurden. Hierbei war es üblich, dass jeder Prinz und jede Prinzessin einen eigenen Tutor zugewiesen bekam und dieser, wenn der Herrscher verstarb, die Mutter seines Schützlings heiratete. So nahm beispielsweise der Atabeg Tugh-Tegin (reg. 1104–1128 in Damaskus) jene Witwe Tutuschs I. zur Frau, deren Sohn Duqaq (reg. 1095–1104) ihm der Seldschukenherrscher von Syrien einst anvertraut hatte.

Die Aufgabe eines Atabegs bestand zunächst darin, die Interessen des unter seinen Schutz gestellten Seldschukensprösslings als loyaler Diener zu vertreten und zu verteidigen, bis dieser alt genug war, um (den ihm vererbten Reichsteil) selbst zu regieren; danach diente der alte Tutor meist nur noch als Berater. Versuche seitens des Atabegs, seine Macht als Vormund zu behalten oder weiter auszubauen, hatten gelegentlich sogar zur Folge, dass der Schützling ihn (wie z. B. Sultan Muhammad I. Qutlugh-Tegin) hinrichten ließ.
Der Atabeg-Titel war von Anfang an mit großem Ansehen und Autorität verbunden. Mit der Zeit wuchsen der Einfluss, die Befugnisse und das Selbstbewusstsein der Träger jedoch derart an, dass diese de facto nicht mehr ihren Prinzen dienten, sondern die Prinzen als eine Art Loyalitätsgarantie und Unterpfand betrachteten. Nicht immer ganz freiwillig vergab der Sultan seine Kinder nun in Kombination mit wichtigen Statthalterschaften und Ländereien (siehe Iqta) an mächtige Mamluken-Emire, die ihren Schützling mitunter eigennützig instrumentalisierten. Von besonderer Bedeutung war dabei, dass man als Atabeg einen potentiellen Thronfolger in seiner Gewalt hatte, mit dessen Krönung sich der eigene Einfluss erheblich ausweiten ließ. Es kam daher vor, dass sich das regierende Dynastieoberhaupt (z. B. Masud, reg. 1134–1152) gleich gegenüber mehreren ehrgeizigen Atabegs behaupten musste, die von ihren jeweiligen Provinzen aus und in Konkurrenz zueinander versuchten, ihren Kandidaten als Sultan durchzusetzen.

In dieser Phase war es auch keine Seltenheit mehr, dass die Atabegs (z. B. Schams ad-Din Eldigüz, reg. ca. 1136–1175) bald überhaupt nicht mehr daran dachten, ihre beachtliche Machtfülle an die heranwachsenden Seldschukenprinzen abzugeben. Stattdessen missbrauchten viele ihr Amt, indem sie die ihnen anvertrauten Mitglieder des Herrscherhauses – auch nach deren Volljährigkeit – gefangen hielten und sich zu faktisch unabhängigen Fürsten (eines sog. Atabeyliks) aufschwangen, die unter Vererbung des Atabeg-Titels sogar eigene Dynastien begründeten. Eines der bekanntesten Beispiele ist Zengi (reg. 1127–1146), den Sultan Mahmud II. (reg. 1118–1131) zum Statthalter in Mosul und Aleppo sowie Atabeg seiner beiden Söhne ernannt hatte.

Vor diesem Hintergrund entwickelte sich der Titel alsbald zu einem prestigeträchtigen Herrschertitel, welcher wie im Fall der Atabegs von Luristan auch unabhängig davon geführt und neu angenommen wurde, ob sich wirklich (noch) ein Prinz in der Gewalt des Trägers befand oder nicht.
Zu den Atabeg-Dynastien gehören:

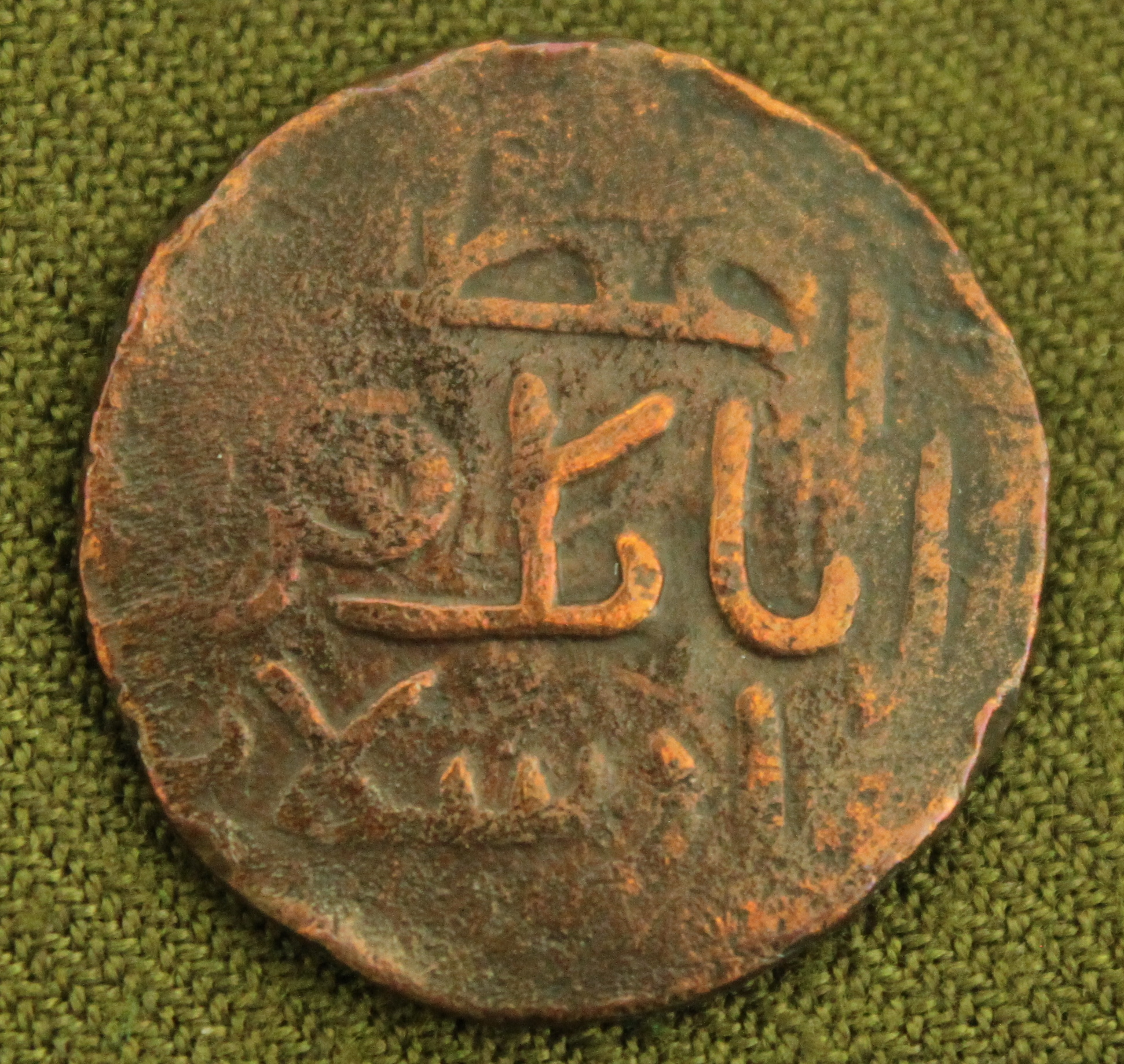
Der Titel ' (mittig, blank, ohne diakritische Punkte) auf einem Kupfer-dirham des Eldigüzidenherrschers Qizil-Arslan Uthman (reg. 1186–1191)

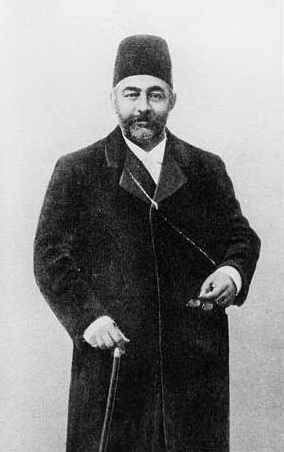
Mirza Ali Asghar-Chan Amin as-Soltan

- die Buriden oder Atabegs von Damaskus, 1104–1154
- die Aḥmadīlī-Atabegs von Marāġa, von ca. 1122 bis nach 1220
- die Zengiden oder Atabegs von Mosul (und Aleppo,...), 1127–1251
- die Eldigüziden oder Atabegs von Āzarbāydschān, ca. 1135–1225

(diese Dynastie führte den Titel „Großatabeg“ (Atabeg-i aʿẓam) ein)
- die Atabegs von Yazd, ca. 1141–1318
- die Begteginiden oder Atabegs von Arbīl, vor 1145 bis 1233
- die Salġuriden oder Atabegs von Fārs, 1148–1284
- die Hazāraspiden oder Atabegs von Großluristān, 1148–1424
- die Atabegs von Kleinluristān, ca. 1184–1597
- die Luʾluʾiden (die Atabegs von Mosul nach den Zengiden), 1234–1262

Die Atabegs von Yazd stellen einen weiteren Sonderfall dar, da ihr Gründer zum einen wahrscheinlich Perser war und zum anderen von Sultan Sandschar (reg. 1118–1157) keinen Seldschuken, sondern die Töchter des letzten Kakuyidenherrschers anvertraut bekommen hatte.
Das Amt bzw. der Titel des Atabegs wurde jedoch nicht nur in Zusammenhang mit den Seldschuken verwendet. Auch die Choresm-Schahs aus der Dynastie der Anuschteginiden, einige chorasanische Lokalherrscher, die Aiyubiden (in Aleppo und dem Jemen), die ägyptischen Mamluken, die Kadscharen und sogar die christlichen Georgier gaben ihre Prinzen und Prinzessinnen in die Obhut von Atabegs oder verwendeten zumindest den Titel. In Kleinasien, wo der erste Atabeg (Chumar-Tasch as-Sulaimani) vom Beginn der Regierung Qilitsch-Arslans I. (1092–1107) bekannt ist, verschwand der Titel mit den Rum-Seldschuken, die Osmanen kannten ihn nicht mehr.
Bei den Kadscharen wurde der Titel – wie einst bei den Eldigüziden – in der Form Atābak-e aʿẓam gebraucht und an die Premierminister Mirza Taqi-Chan Amir-e Nezam (1807–1852), Mirza Ali Asghar-Chan Amin as-Soltan (1858–1907) und Soltan Abd al-Madschid Mirza Ain ad-Daula (1845–1927) vergeben.
Im mamlukischen Ägypten, wo zunächst Izz ad-Din Aibak als Atabeg der Königin Schadschar(at) ad-Durr fungierte, existierte mit dem „Atabeg/Atabak al-Asakir“ (Atabeg/Atābak al-ʿAsākir), also dem „Atabeg der Armee“ eine spezielle, unabhängige Titelvariante. Das hiermit verbundene Amt stellte seit dem Niedergang des Vizekönig-Postens (Nāʾib as-Salṭāna) das bedeutendste im Reich nach dem des Sultans dar. Ein Emir mit dem Titel Atabeg al-Asakir stieg quasi zum Stellvertreter des Herrschers in allen Angelegenheiten auf, wirkte nicht selten als Königsmacher und wurde vor allem in der Burdschi-Zeit nach dem Tod des Herrschers oft selbst Staatsoberhaupt (so z. B. Barquq, welcher 1376 Atabeg al-Asakir und 1382 Sultan wurde).